# Radicofani
Radicofani ist eine italienische Gemeinde in der Toskana. Die Stadt liegt in der Provinz Siena und hat 1044 Einwohner (Stand: 31. Mai 2024).

## Geografie

Lage von Radicofani in der Provinz Siena

Die Gemeinde liegt an der historischen Via Francigena im Val d’Orcia, ca. 110 km südöstlich der Regionalhauptstadt Florenz und ca. 60 km südöstlich der Provinzhauptstadt Siena.
Die Ortschaft hat einen mittelalterlichen Stadtkern und erstreckt sich auf eine Gesamtfläche von über 118 km², die Einwohnerdichte beträgt somit etwa 10 Einwohner/km². Der Ort liegt in der klimatischen Einordnung italienischer Gemeinden in der Zone E, 2 648 GG und an den Flüssen Formone (7 km im Gemeindegebiet), Orcia (11 km im Gemeindegebiet) und Paglia (3 km im Gemeindegebiet).
Zu seinen Ortsteilen zählt Contignano (479 m, ca. 280 Einwohner).
Die Nachbargemeinden sind Abbadia San Salvatore, Castiglione d’Orcia, Pienza, San Casciano dei Bagni und Sarteano.

## Geschichte
Zum ersten Mal im Jahr 973 n. Chr. erwähnt, schmiegt sich die heutige Kleinstadt an den freistehenden, 896 Meter hohen Berg „Rocca di Radicofani“. An strategisch wichtiger Schlüsselposition, in der Nähe der nach Rom führenden Via Cassia zwischen den Festungen Citonia und dem Berg Monte Amiata positioniert, befand sich die Festung zunächst im Besitz einer nahe gelegenen Benediktiner-Abtei.
Ihre ursprüngliche Bedeutung erlangte die Stadt durch den unablässigen Strom vom Norden Italiens her durchreisender Pilger auf dem Weg in die Heilige Stadt. Mehrmalige Versuche durch weltliche Herrscherhäuser, die ansässigen Mönche zu vertreiben, erstmals im Jahr 1081 durch die Aldobrandeschi und später 1139 durch Siena, scheiterten und wurden durch ein Edikt des Papstes Eugen III. fürderhin unterbunden. Unter zwei der folgenden Päpste, nämlich Hadrian IV. und Innozenz III., wurden die Wehranlagen von Grund auf verstärkt und ausgebaut, so dass Radicofani ein militärisch relevanter Stützpunkt im andauernden Streit der Herzogtümer Siena und Orvieto wurde. Die bewegte Geschichte der darauf folgenden Jahrhunderte war durch stete Zerstörung und ambitionierten Neuaufbau infolge unterschiedlichster Koalitionen und Bündnisse geprägt. Hierbei spielte besonders die senesische, aber guelfische Familie der Salimbeni eine bedeutende Rolle, als diese 1262 die Festung als Familiensitz deklarierte. Ghino di Tacco übernahm die Burg 1295, 1405 übernahm Siena endgültig die Herrschaft, um die sie seit 1352 kämpfte.
Das vorläufige Ende der letztmals 1417 durch Siena neu errichteten Festungsanlage wurde im April 1555 im Zuge der Belagerung und weitgehenden Zerstörung durch die florentinisch-kaiserlichen Truppen des Cosimo I. de’ Medici besiegelt. Wenige Tage später wurde auch Siena selbst durch dieselben Truppen eingenommen.
Die ab 1929 in mehrstufiger Restauration und Rekonstruktion wiederhergestellte Burganlage kann seit 1999 touristisch besichtigt werden.

## Sehenswürdigkeiten
- die als Museum hergerichtete Festungsruine auf dem Gipfel des Berges (Parco Museo Città Fortificata di Radicofani)
- die erstmals 1224 schriftlich erwähnte Pieve San Pietro enthält Werke (Annunciata und Madonne col Bambino e santi) aus der Werkstatt von Andrea della Robbia und Werke von Benedetto Buglioni (Crocifissione con la Maddalena, zugeschrieben) und Francesco di Valdambrino (Madonna col Bambino, Holzstatue)
- die aus dem 18. Jahrhundert stammende Kirche Sant’Agata. Enthält das Werk Madonna col Bambino e i Santi Francesco, Elisabetta d’Ungheria, Cristina di Bolsena e Lorenzo von Andrea della Robbia, ca. 1500 entstanden
- die 1293 errichtete Kirche Santa Maria Assunta a Contignano im Ortsteil Contignano

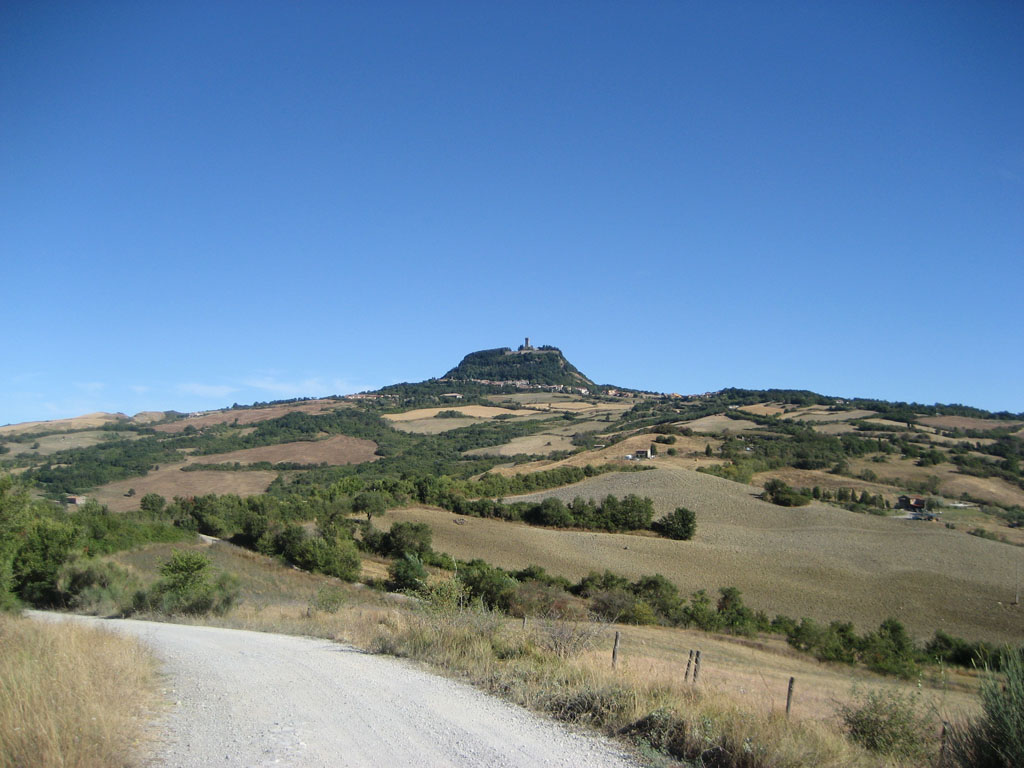
Radicofani aus der Ferne
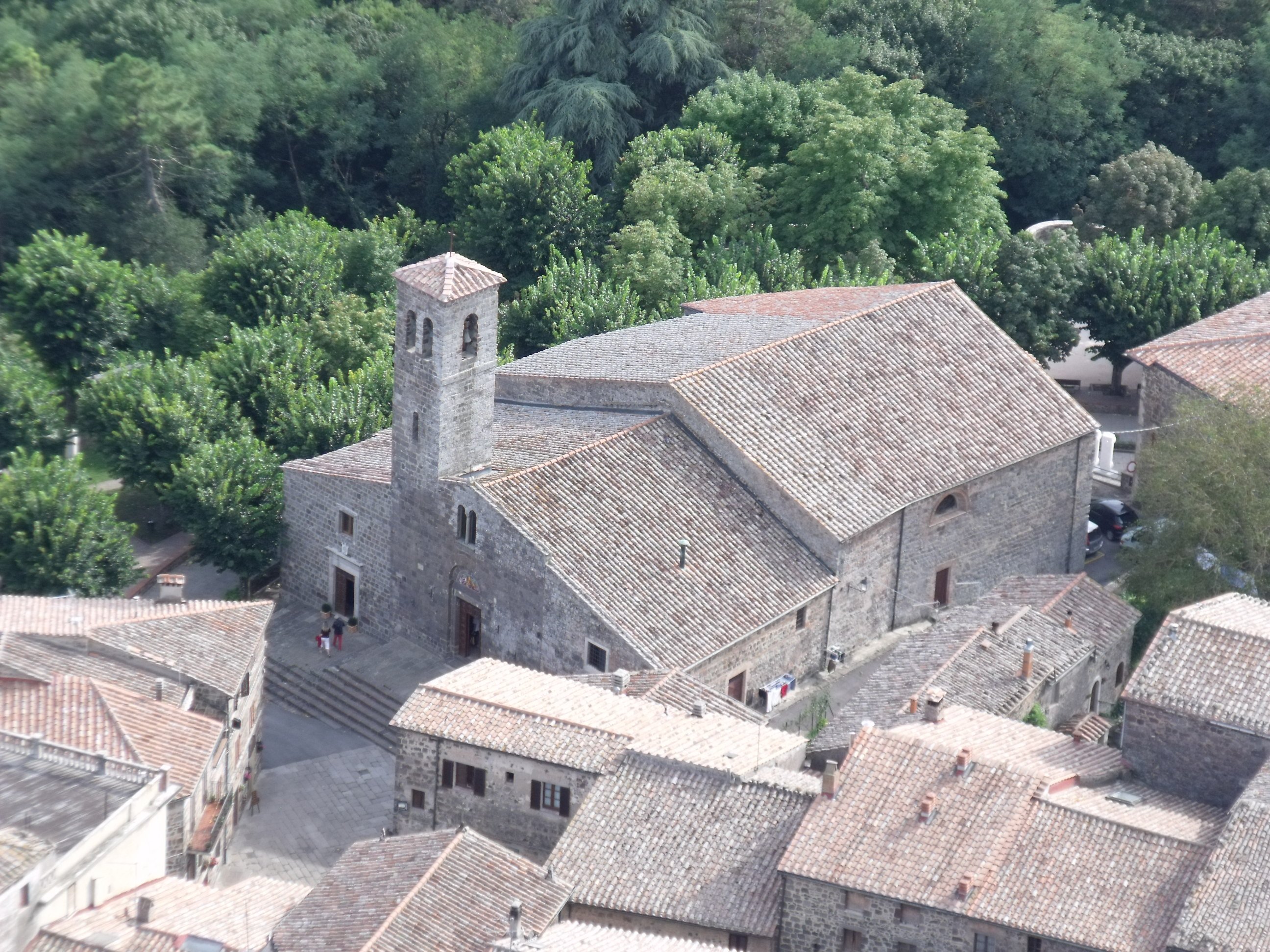
Pieve di San Pietro
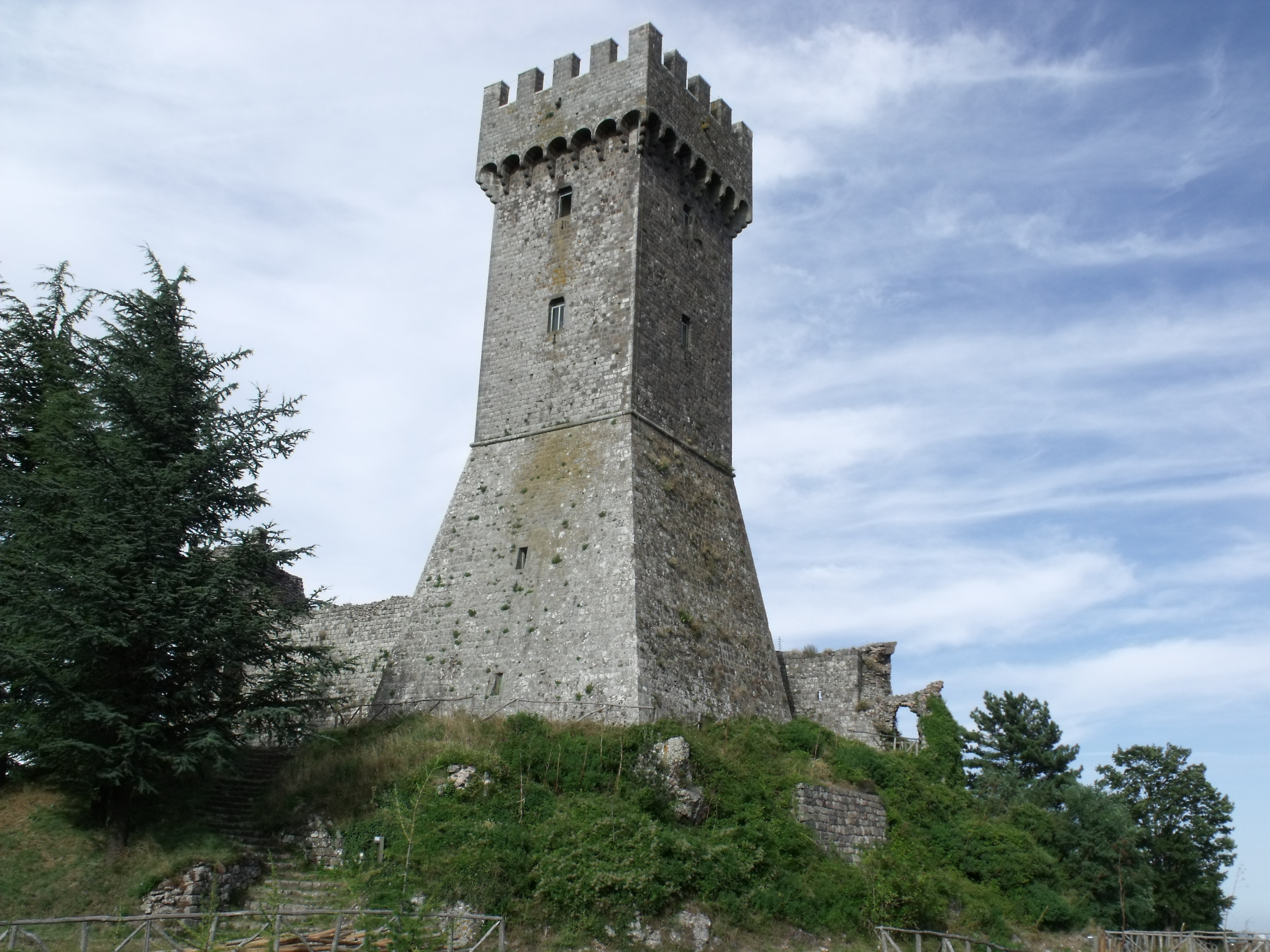
Hauptturm (Mastio) der Burg (Rocca)
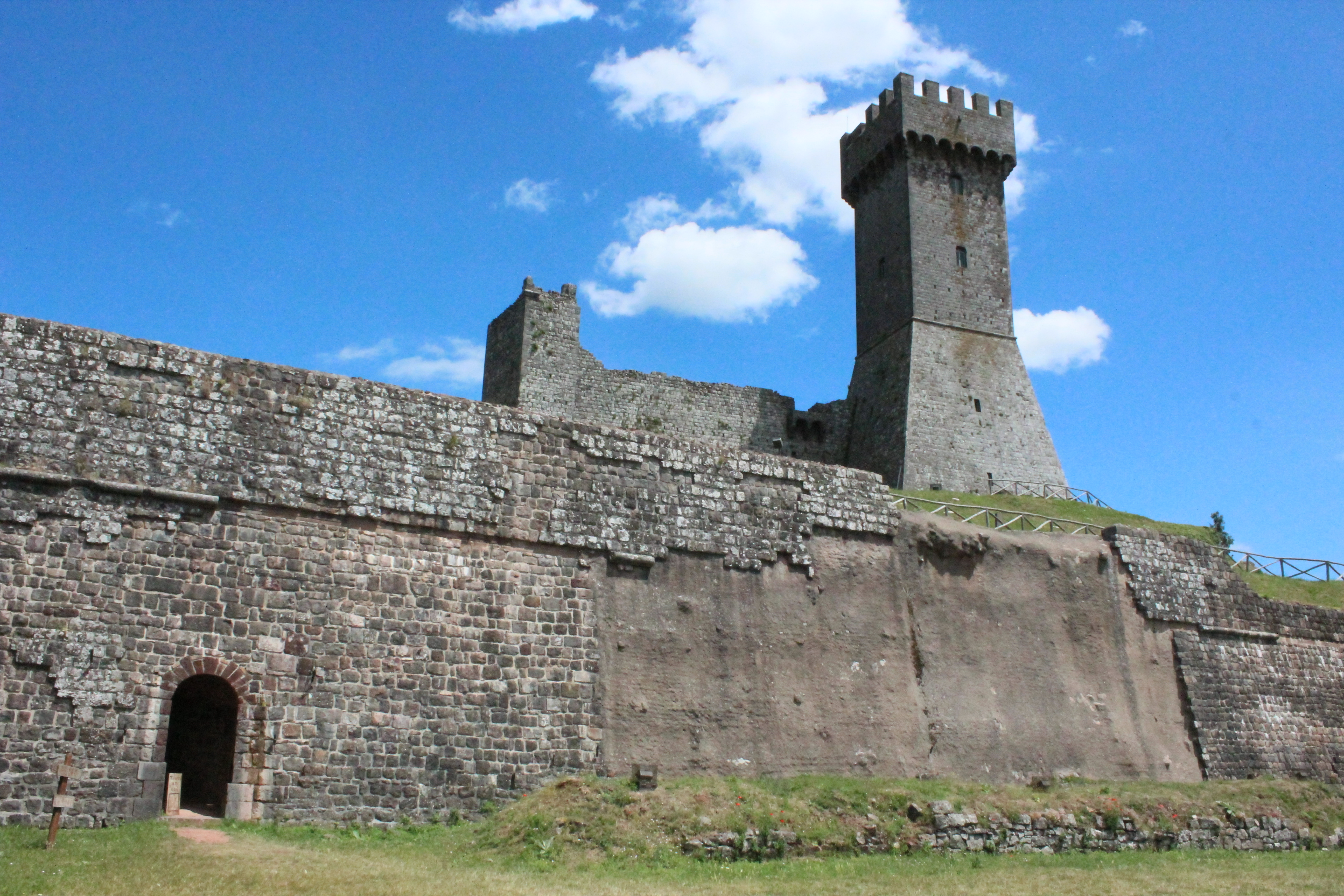
Eingang und Hauptturm der Burg

## Persönlichkeiten
- Ghino di Tacco, ein regional berüchtigter Räuber des 13. Jahrhunderts, der die Festung zeitweise als Unterschlupf nutzte

## Auszeichnungen
- Der Ort ist Träger der Bandiera Arancione des TCI.[6]